# 温建刚
温建刚（1900年—1934年），字天剑，男，广东大埔人，中华民国军事将领。

## 生平
温建刚17岁到南洋。1918年，进入云南陆军讲武堂。后赴日本士官学校学习军事。毕业后，任黄埔军校第一、二期军事教官兼学生区队长。1922年陈炯明发动六一六事变背叛孙中山，温建刚亲率突击队夜间泅水渡江袭击陈炯明部，最终取胜。
北伐战争时，温建刚任国民革命军总司令蒋介石的副官长，陆军中将衔。北伐军抵达南昌时，又兼任南浔铁路警备司令。
北伐战争期间，国民党从中央到地方的内讧愈演愈烈，不少不满国共关系状况的资深国民党员焦虑不安，认为中国共产党的夺权危险迫在眉睫。国民党中央青年部长邵元冲在日记里记述了部分国民党人秘密串联，急于推动蒋介石对中国共产党采取断然行动，其中也包括南昌的陈果夫、温建刚等人。
1927年2月21日，武汉方面决定召开国民党二届三中全会。同日，南昌方面相应召开政治会议，在蒋介石默许下，会上陈果夫、陈立夫、温建刚等少壮派决定，一面夺取北伐军经过各地的党权及政权，一面准备与武汉方面破裂。
1927年4月9日，蒋介石开展了夺取国民党江苏省党部及南京市党部权力的行动。因蒋介石在南京，手下只好秘密支持帮会组建劳工会，再组织劳工会人员实施打砸及抓捕。但因帮会人员缺乏权威，尽管有密令指名抓国民党江苏省党部常务委员张曙时、侯绍裘等人，张曙时却仍能仗其资格老而几出几进，还直接到蒋介石的国民革命军总司令部问罪，温建刚乃至蒋介石因密令未公开，不敢当场逮捕张曙时。
1928年，温建刚率北伐军进入山东省，山东军阀韩复榘投降。在温建刚赴南京述职时，韩复榘叛变并将温建刚的哥哥温克刚少将扣留。温建刚在南京得知后，随即回山东平定了韩复榘。温建刚后历任山东烟台警备司令、南京警察厅厅长等职。
1934年，温建刚因得罪陈果夫而遭处决，享年34岁。

## 家庭
- 妻子：邓佩英（1907年-1960年3月），广东韶关人，13岁独自离家到上海读书，在上海学过牙科和妇产科。1932年从上海法学院毕业，在上海任律师，和上海警备司令部副官温建刚结婚。温建刚死后，她带着未满月的女儿独自在上海生活。1936年5月，宋庆龄、沈钧儒等在上海成立全国各界救国联合会。邓佩英受过去上海法学院的老师沈钧儒影响，也加入救国联合会。后曾为解救救国会七君子奔走。1937年抗日战争爆发后，辗转湖北宜昌、四川奉节投亲。1946年携女儿来到重庆，开了家牙科诊所。1949年11月30日，中国人民解放军攻占重庆，邓佩英主动到西南革命大学学习，不久被分配到重庆北碚实验中学当教导主任并教地理。后调重庆南坪中学。1957年主动到贵州最边远贫穷地区的贞丰中学教书。1958年大跃进，又主动参加大炼钢铁运动，但在山区砍树时受伤。1960年3月病逝。[1]
- 哥哥：温克刚